# Copa Colsanitas 2022
Copa Colsanitas 2022, oficiálně Copa Colsanitas presentada por Zurich, byl tenisový turnaj pořádaný jako součást ženského okruhu WTA Tour v usaquénském Country Clubu na otevřených antukových dvorcích. Probíhal mezi 4. až 10. dubnem 2022 v kolumbijském metropoli Bogotě jako dvacátý čtvrtý ročník turnaje.
Turnaj s rozpočtem 239 477 dolarů patřil do kategorie WTA 250. Nejvýše nasazenou hráčkou ve dvouhře se stala třicátá třetí tenistka světa a obhájkyně trofeje Camila Osoriová z Kolumbie, jíž v semifinále vyřadila bronzová olympijská medailistka ze čtyřhry Pigossiová. V důsledku invaze Ruska na Ukrajinu na konci února 2022 řídící organizace tenisu ATP, WTA a ITF s grandslamy rozhodly, že ruští a běloruští tenisté mohli dále na okruzích startovat, ale do odvolání nikoli pod vlajkami Ruska a Běloruska.
Druhý singlový titul na okruhu WTA Tour získala 34letá Němka Tatjana Mariová. Jako 237. hráčka žebříčku se stala nejníže postavenou vítězkou od 299. hráčky světa Margarity Gasparjanové na Tashkent Open 2018. Poražené finalistce Lauře Pigossiové patřilo až 212. místo klasifikace. Jednalo se tak o první finále dvou kvalifikantek od Lyon Open 2021 a historicky vůbec první finálový duel dvou hráček mimo Top 200 od zavedení žebříčku v roce 1975. Čtyřhru ovládl australsko-indonéský pár Astra Sharmaová a Aldila Sutjiadiová, jehož členky vybojovaly premiérovou společnou trofej.

## Rozdělení bodů
| Soutěž  | vítězky | finalistky | semifinalistky | čtvrtfinalistky | 16 v kole | 32 v kole | Q  | Q2 | Q1 |
| ------- | ------- | ---------- | -------------- | --------------- | --------- | --------- | -- | -- | -- |
| dvouhra | 280     | 180        | 110            | 60              | 30        | 1         | 18 | 12 | 1  |
| čtyřhra | 280     | 180        | 110            | 60              | 1         | —         | —  | —  | —  |

### Finanční odměny
| Soutěž                                | vítězky  | finalistky | semifinalistky | čtvrtfinalistky | 16 v kole | 32 v kole | Q2      | Q1      |
| ------------------------------------- | -------- | ---------- | -------------- | --------------- | --------- | --------- | ------- | ------- |
| dvouhra                               | 33 200 $ | 19 750 $   | 11 000 $       | 6 200 $         | 3 800 $   | 2 725 $   | 1 950 $ | 1 270 $ |
| čtyřhra                               | 12 000 $ | 6 700 $    | 3 950 $        | 2 350 $         | 1 800 $   | —         | —       | —       |
| částky ve čtyřhře jsou uváděny na pár |          |            |                |                 |           |           |         |         |

## Ženská dvouhra

### Nasazení
| Stát                           | Hráčka                    | WTA | Nasazení |
| ------------------------------ | ------------------------- | --- | -------- |
| Kolumbie                       | Camila Osoriová           | 34. | 1.       |
| Brazílie                       | Beatriz Haddad Maiová     | 62. | 2.       |
| Švédsko                        | Rebecca Petersonová       | 79. | 3.       |
| Maďarsko                       | Panna Udvardyová          | 83. | 4.       |
| Francie                        | Harmony Tanová            | 91. | 5.       |
| Slovensko                      | Anna Karolína Schmiedlová | 92. | 6.       |
| Austrálie                      | Astra Sharmaová           | 96. | 7.       |
| Spojené království             | Harriet Dartová           | 99. | 8.       |
| Žebříček WTA k 21. březnu 2022 |                           |     |          |

### Jiné formy účasti
Následující hráčky obdržely divokou kartu do hlavní soutěže:
- María Herazová Gonzálezová
- Yuliana Lizarazová
- Yuliana Monroyová

Následující hráčky postoupily z kvalifikace:
- María Carléová
- Suzan Lamensová
- Tatjana Mariová
- İpek Özová
- Laura Pigossiová
- Daniela Seguelová

### Odhlášení
před zahájením turnaje
- Marie Bouzková → nahradila ji  Despina Papamichailová
- Cristina Bucșová → nahradila ji  Lucrezia Stefaniniová
- Mai Hontamová → nahradila ji  Sara Erraniová
- Nadia Podoroská → nahradila ji  Ylena In-Albonová
- Wang Čchiang → nahradila ji  Paula Ormaecheaová

### Skrečování
- Ylena In-Albonová

## Ženská čtyřhra

### Nasazení
| Stát                                                                       | Hráčka               | Stát   | Hráčka                 | WTA  | Nasazení |
| -------------------------------------------------------------------------- | -------------------- | ------ | ---------------------- | ---- | -------- |
|                                                                            | Natela Dzalamidzeová | USA    | Sabrina Santamariová   | 113. | 1.       |
| Rumunsko                                                                   | Irina Baraová        | Gruzie | Jekatěrine Gorgodzeová | 127. | 2.       |
| USA                                                                        | Kaitlyn Christianová |        | Lidzija Marozavová     | 129. | 3.       |
| Francie                                                                    | Elixane Lechemiová   | USA    | Ingrid Neelová         | 145. | 4.       |
| Žebříček WTA k 21. březnu 2022; číslo je součtem umístění obou členek páru |                      |        |                        |      |          |

### Jiné formy účasti
Následující páry obdržely divokou kartu do hlavní soutěže:
- Bárbara Gaticová /  Rebeca Pereirová
- María Herazová Gonzálezová /  Yuliana Lizarazová

## Přehled finále

### Ženská dvouhra
- Tatjana Mariová vs.  Laura Pigossiová, 6–3, 4–6, 6–2

### Ženská čtyřhra
- Astra Sharmaová /  Aldila Sutjiadiová vs.  Emina Bektasová /  Tara Mooreová, 4–6, 6–4, [11–9]